# Falco Accame
Falco Accame (Firenze, 17 aprile 1925 – Roma, 13 dicembre 2021) è stato un ammiraglio e politico italiano.

## Biografia
È stato ufficiale superiore di Marina e comandante del cacciatorpediniere Indomito fino al luglio 1975.
È stato eletto alla Camera dei deputati prima nel 1976 e poi nel 1979 tra le file del Partito Socialista Italiano.
È stato Presidente e Vicepresidente della Commissione Difesa nonché membro della Commissione Parlamentare d'inchiesta sulle commesse militari.
Ha svolto l'incarico di consigliere alla Regione Liguria e al Comune di Roma ed è stato Consigliere Nazionale di Legambiente.
Come Presidente della Fondazione Internazionale per la Pace N. Pasti, ha rappresentato in Italia il “ Tribunale R. Clark per i crimini di guerra della NATO nella ex Jugoslavia”.
È stato presidente della Ana-Vafaf, associazione che tutela le famiglie dei militari deceduti in tempo di pace; con quest'associazione s'è occupato fra l'altro delle conseguenze che l'uso di armamenti contenenti uranio impoverito ha provocato sui soldati italiani nelle missioni in Libano, Iraq, Bosnia ed Erzegovina, Somalia e Kosovo.
È stato anche presidente onorario del Centro di Iniziative per la Verità e la Giustizia - CIVG, vicepresidente del comitato Seagull per la sicurezza in mare e membro del Comitato per la difesa e il rilancio della Costituzione.

## Documentari
- Nel 2014 partecipa al documentario Fuoco amico - La storia di Davide Cervia sulla vicenda del militare scomparso nel 1990.